# Feridun Cemal Erkin
İsmail Feridun Erkin né en 1899 à Constantinople (Empire ottoman) et mort le 21 juin 1980 à Istanbul (Turquie), est un diplomate et homme politique turc. Il est le frère du compositeur symphonique turc Ulvi Cemal Erkin.
Il termine ses études secondaires au lycée de Galatasaray et poursuit des études supérieures en France ; il sort diplômé de la faculté de droit de l'université de Paris. Il intègre le ministère des Affaires étrangères peu après. En 1945, il est le principal délégué de Turquie à la conférence de San Francisco. Il est ensuite et successivement ambassadeur de Turquie à Rome (1947-1948) à Washington (1948-1955), à Madrid (1955-1957), à Paris (1957-1960), à Londres (1960-1962). Il sert comme ministre des Affaires étrangères dans les gouvernements d'İsmet İnönü (1962-1965). Il est député d'Ordu sur la liste du CHP en 1965 ; il quitte ce parti en 1968 et rejoint le AP, nommé sénateur par le président de la République Cevdet Sunay en 1970 pour une période d'une demi-année.